# Jerry West
Jerry West   (Chelyan, 28 de maig de 1938 - Los Angeles, 12 de juny de 2024) va ser un basquetbolista estatunidenc que fou jugador dels Los Angeles Lakers de l'NBA del 1960 al 1974. Destacà per ser el model de la silueta del logotip actual de l'NBA, per la qual cosa rep el sobrenom de The Logo («El Logotip»). Com a base, West tingué una carrera prolífica: fou cocapità de l'equip nacional que aconseguí l'or olímpic el 1960 i jugà en nou finals de l'NBA, de les quals en guanyà únicament una, el 1972. El 1969, es convertí en l'únic jugador de la història de l'NBA que fou escollit MVP d'una final formant part de l'equip perdedor. Aparegué 12 vegades al primer i segon equips All-NBA, 14 vegades a l'equip de l'All-Star, el 1972 fou escollit MVP de l'All-Star Game i el 1996 com un dels 50 millors jugadors de la història de l'NBA. West reté el rècord de mitjana de punts anotats per partit en els playoffs amb 46,3.
Una vegada retirat com a jugador, West esdevingué entrenador dels Lakers entre 1976 i 1979. Amb ell d'entrenador, l'equip de Los Angeles sempre es classificà pels playoffs i disputà unes finals de la Conferència Oest. Abans de començar la temporada 1982-83, els Lakers fitxaren West com a gerent. Sota la seva gestió, l'equip aconseguí sis anells a la dècada del 1980. El 2002 se'l nomenà gerent dels Memphis Grizzlies, que aconseguiren classificar-se pels playoffs per primera vegada en la seva història amb ell en el càrrec. Per aquestes contribucions, West guanyà el premi Executiu de l'Any de l'NBA dues vegades, el 1995 com a gerent dels Lakers i el 2004 com a gerent dels Grizzlies.